# Родољуб Стевовић
Родољуб Роде Стевовић  (Нова Варош, 25. јун 1917 — планина Златар, 4. април 1943) био је учесник Народноослободилачке борбе и народни херој Југославије.

## Биографија
Рођен је 25. јуна 1917. године у Новој Вароши, у трговачкој породици. Као радник, веома рано је приступио радничком покрету. Члан Комунистичке партије Југославије постао је 1941. године.
После капитулације Југославије, на почетку устанка, Роде је међу првима ступио у партизане и учествовао већ у првој борби партизана Нове Вароши против усташа. Касније је учествовао у свим борбама његове јединице у рејону Златара, против окупаторских јединица и њихових снага. Истакао се у борби против четника у Акмачићима. Убрзо после тога, постао је политички комесар Другог златарског батаљона и члан штаба Златарског герилског одреда.
Почетком 1942. године, у време непријатељске офанзиве, одлуком Главног штаба за Санџак, Стевовић се, с групом од око 50 бораца, поново вратио на Златар, да настави борбу са сарадницима непријатеља и да оживи устанак на тој територији. Све до 1943. године његова група је водила огорчене борбе са знатно надмоћнијим окупаторским и квислиншким јединицама. У тим борбама погинуло је више од половине бораца чете, али се чета, уз помоћ становништва, одржала, обнављајући редове новим борцима и сачувала честим мењањем праваца кретања.
Дана 4. априла 1943, док је био поред рањеног политичког комесара одреда Воје Лековића на Златару, изненада су их напали четници. Стевовић је у почетку борбе био рањен, али је наставио борбу све док му није понестало муниције. Одузео је себи живот да не би жив пао у руке непријатељу.
Указом председника ФНР Југославије Јосипа Броза Тита 27. новембра 1953. проглашен је за народног хероја.